# Ґрегіт (ландшафтний заказник)
Ґре́гіт — ландшафтний заказник місцевого значення в Україні. Об'єкт природно-заповідного фонду Івано-Франківської області. 
Розташований у межах Косівського району Івано-Франківської області, на південний захід від села Шепіт. 
Площа 310 га. Перебуває у віданні ДП «Кутське лісове господарство» (Космацьке лісництво, кв. 27, 29). 
Статус надано з метою збереження природного комплексу гори Грегіт (1472 м) та її відногів. У рослинному покриві переважають середньовікові смерекові ліси, які зростають на стрімких та виположених схилах гір різної експозиції. 
На верхній межі лісу дерева пригнічені, низькобонітетні, тут багата та різноманітна флора. Виявлено види, занесені до Червоної книги України, зокрема: коручка чемерникоподібна, гніздівка звичайна, плаун колючий, баранець звичайний, лілія лісова, шафран Гейфеля. 
Заказник входять до складу Національного природного парку «Гуцульщина». 